# العبادة (ريف دمشق)
بلدة في ناحية النشابية في الغوطة الشرقية في محافظة ريف دمشق. بلغ عدد سكانها 6358 نسمة عام 2004 وبلغ عدد سكانها بتاريخ 2011 حسب المجلس المحلي لبلدة 11750نسمةو تم تهجير سكانها بتاريخ 3-5-2013 قصريا بسبب الحروب الدائرة في المنطقة والتحق شبابها بنسبة 95% بالفصائل العسكرية في سوريا وتتميز هذه البلدة بنسبة الشهداء الني تساوي 10%من التعداد السكاني الكامل
و شهدت البلدة خلال سنوات الثورة السورية ثورة علمية وثقافية و دينية.
يوجد في العبادة عشرات من حفاظ القرآن و أيضا ازدياد نسبة المثقفين بشكل ملحوظ عن سابق الثورة السورية.
أبرز وجوه البلدة
- الشهيد البطل الرائد أحمد علي محسن قائد لواء شهداء اليرموك في درعا 
- رئيس المجلس المحلي الاستاذ أسامة قلاع
- رئيس الأكاديمية العسكرية في عموم سوريا عبدو سرحان ابو عاصم.
- رئيس مجلس العشائر في الشمال السوري الشيخ عمر سرحان أبو محمد.
تحررت البلدة بتاريخ 8/12/2024 وعاد سكانها إليها منتصرين بعد تهجير 12عام
و يقدر عدد سكانها في عام 2025 بعدد 18 ألف نسمة